# Jefferson Pier
Jefferson Pier, Jefferson Stone, ou Jefferson Pier Stone, em Washington, D.C., marca o primeiro meridiano dos Estados Unidos, embora nunca tenha sido oficialmente reconhecido pela proclamação presidencial ou por uma resolução ou ato do Congresso. O monumento é um obelisco de granito. Localiza-se 390 pés (119 m) a partir do centro do Monumento a Washington.
Em 1920 o Congresso aprovou a colocação de uma nova pedra sobre a Elipse, a Zero Milestone, que é um marcador a partir do qual a distância oficial de Washington seria determinada. O novo marcador, é um dom da Associação Lee Highway, por alguma razão foi colocado um pé a oeste do meridiano original linha norte-sul, do centro da Casa Branca.